# Renée Slegers
Renée Josina Anna Slegers (Someren-Eind, 5 februari 1989) is een Nederlands voormalig voetbalster die sinds 2021 actief is als trainer. Ze speelde 55 interlands voor het Nederlands elftal, waarin ze 15 keer scoorde.

## Carrière

### Voetbalster
Gedurende haar jeugd speelde Slegers bij amateurvoetbalvereniging SSE uit haar geboorteplaats Someren-Eind. In 2006 vertrok ze naar Engeland waar ze in de jeugdopleiding van Arsenal terechtkwam. Daar bleef ze een jaar, waarna ze zich aansloot bij Willem II om mee te gaan spelen in de nieuwe Eredivisie Vrouwen. Slegers speelde vier seizoenen voor de Tilburgers, om vervolgens haar carrière voort te zetten in Zweden. Hier speelde ze twee seizoenen voor Djurgårdens en vier seizoenen voor Linköpings. Met die laatste club werd ze landskampioen van Zweden en wist ze tweemaal de beker te winnen. Na 2016 zette ze een punt achter haar loopbaan door aanhoudende blessures.

#### Interlandcarrière
In 2009 debuteerde Slegers bij het Nederlands elftal, onder bondscoach Vera Pauw. In het toernooi om de Cyprus Women's Cup maakte ze haar eerste speelminuten in Oranje. Ze viel in de zomer van 2009 af bij de definitieve selectie voor het EK in Finland, maar mocht alsnog hopen op een oproep vanwege een blessure bij Sylvia Smit. Smit was echter op tijd fit voor het eindtoernooi, waardoor Slegers niet werd opgenomen in de selectie. Slegers werd vier jaar later wel geselecteerd voor EK in Zweden. Voor het eerste WK van de Oranje Leeuwinnen in Canada werd Slegers niet geselecteerd vanwege een blessure en twee jaar later, voor het EK in eigen land, moest ze wederom geblesseerd toekijken.
| Interlanddoelpunten van Renée Slegers voor Nederland | Interlanddoelpunten van Renée Slegers voor Nederland | Interlanddoelpunten van Renée Slegers voor Nederland | Interlanddoelpunten van Renée Slegers voor Nederland | Interlanddoelpunten van Renée Slegers voor Nederland | Interlanddoelpunten van Renée Slegers voor Nederland | Interlanddoelpunten van Renée Slegers voor Nederland |
| Goal                                                 | Datum                                                | Locatie                                              | Tegenstander                                         | Score                                                | Uitslag                                              | Competitie                                           |
| ---------------------------------------------------- | ---------------------------------------------------- | ---------------------------------------------------- | ---------------------------------------------------- | ---------------------------------------------------- | ---------------------------------------------------- | ---------------------------------------------------- |
| 1.                                                   | 21 November 2009                                     | Kyocera Stadion, Den Haag, Nederland                 | Wit-Rusland                                          | 1–0                                                  | 1–1                                                  | WK-kwalificatie 2011                                 |
| 2.                                                   | 22 April 2010                                        | Milano Arena, Kumanovo, Macedonie                    | Noord-Macedonië                                      | 7–0                                                  | 7–0                                                  | WK-kwalificatie 2011                                 |
| 3.                                                   | 13 June 2010                                         | MAC³PARK stadion, Zwolle, Nederland                  | België                                               | 4–1                                                  | 4–1                                                  | vriendschappelijk                                    |
| 4.                                                   | 2 March 2011                                         | GSP Stadium, Nicosia, Cyprus                         | Nieuw-Zeeland                                        | 4–1                                                  | 4–1                                                  | Cyprus Cup 2011                                      |
| 5.                                                   | 4 March 2011                                         | Ammochostos Stadium, Larnaca, Cyprus                 | Frankrijk                                            | 1–0                                                  | 2–1                                                  | Cyprus Cup 2011                                      |
| 6.                                                   | 26 September 2013                                    | Qemal Stafa Stadium, Tirana, Albanie                 | Albanië                                              | 4–0                                                  | 4–0                                                  | WK-kwalificatie 2015                                 |
| 7.                                                   | 26 October 2013                                      | Estádio José de Carvalho, Maia, Portugal             | Portugal                                             | 1–0                                                  | 7–0                                                  | WK-kwalificatie 2015                                 |
| 8.                                                   | 26 October 2013                                      | Estádio José de Carvalho, Maia, Portugal             | Portugal                                             | 2–0                                                  | 7–0                                                  | WK-kwalificatie 2015                                 |
| 9.                                                   | 10 April 2014                                        | Stadion De Braak, Helmond, Netherlands               | Albanië                                              | 2–0                                                  | 10–1                                                 | WK-kwalificatie 2015                                 |
| 10.                                                  | 10 April 2014                                        | Stadion De Braak, Helmond, Netherlands               | Albanië                                              | 3–0                                                  | 10–1                                                 | WK-kwalificatie 2015                                 |
| 11.                                                  | 10 April 2014                                        | Stadion De Braak, Helmond, Netherlands               | Albanië                                              | 4–0                                                  | 10–1                                                 | WK-kwalificatie 2015                                 |
| 12.                                                  | 10 April 2014                                        | Stadion De Braak, Helmond, Netherlands               | Albanië                                              | 7–1                                                  | 10–1                                                 | WK-kwalificatie 2015                                 |
| 13.                                                  | 10 April 2014                                        | Stadion De Braak, Helmond, Netherlands               | Albanië                                              | 10–1                                                 | 10–1                                                 | WK-kwalificatie 2015                                 |
| 14.                                                  | 7 May 2014                                           | Den Dreef, Leuven, Belgie                            | België                                               | 2–0                                                  | 2–0                                                  | WK-kwalificatie 2015                                 |
| 15.                                                  | 20 October 2016                                      | Tony Macaroni Arena, Livingston, Schotland           | Schotland                                            | 4–0                                                  | 7–0                                                  | vriendschappelijk                                    |

### Voetbaltrainer
Na het afsluiten van haar voetbalcarrière volgde ze trainerscursussen in Zweden. Hier werd ze vervolgens trainer van Limhamn Bunkeflo. Tijdens het WK 2019 in Frankrijk was Slegers, samen met onder andere Marleen Wissink, Nangila van Eyck en Janneke Bijl, een van de scouts voor het Nederlands vrouwenvoetbalelftal.
In 2020 ging ze aan de slag bij Rosengård als hoofdtrainer van het tweede elftal en startte ze met de cursus voor het hoogste trainersdiploma, UEFA Pro Licence. Op 28 juni 2021 werd bekend dat Slegers promotie maakte binnen de club en de nieuwe hoofdtrainer zou worden van het eerste elftal. Ze volgde hier de naar Arsenal vertrokken Jonas Eidevall op. Eerder dat jaar was ze al aan de slag gegaan als bondscoach van het Zweeds voetbalelftal Onder 23, een functie die ze zou blijven combineren met het hoofdtrainerschap bij Rosengård. Als hoofdtrainer van Rosengård werd Slegers tweemaal landskampioen en eenmaal bekerwinnaar. Met ingang van september 2023 is Slegers assistent-trainer bij Arsenal. Na het opstappen van Jonas Eidevall in oktober 2024 nam ze het stokje tijdelijk van hem over als interim-trainer. In januari 2025 werd ze officieel aangesteld als hoofdtrainer, waarbij ze een contract tekende tot medio 2026. Op 24 mei 2025 wist Slegers met Arsenal de finale van de UEFA Women's Champions League te winnen door een 1-0 winst op FC Barcelona.

## Erelijst

### Als speelster
Linköping
- Damallsvenskan (1): 2016
- Svenska Cupen (2): 2013/14, 2014/15

### Als trainster
Rosengård
- Damallsvenskan (2): 2021, 2022
- Svenska Cupen (1): 2021/22

 Arsenal
- UEFA Women's Champions League (1): 2024/25

1: Geurts ·
2: Bito ·
3: Koster ·
4: Van Dongen ·
5: Van den Heiligenberg ·
6: Hoogendijk ·
7: Van de Ven ·
8: Spitse ·
9: Melis ·
10: Van de Donk ·
11: Martens · 12: Heuver · 13: Smit · 14: Slegers · 15: Stentler · 16: Van Veenendaal · 17: Worm · 18: Dekker · 19: Versteegt · 20: Van Lunteren · 21: De Ridder · 22: Roelvink · 23: Christ · Coach: Reijners